# Tears and Laughter (альбом Дины Вашингтон)
Tears and Laughter — студийный альбом американской певицы Дины Вашингтон с оркестром под управлением Куинси Джонса, выпущенный на Mercury Records в 1962 году. Оркестровые аранжировки, частично со струнными для репертуара джазовых стандартов, были предоставлены Джонсом, Хэлом Муни, Элом Коном, Эрни Уилкинсом и Билли Байерсом. Во второй половине оригинального альбома Вашингтон играет при поддержке мужского ду-воп квинтета The Dells, который гастролировал с ней на разогреве с 1960 года. Они также представлены без Вашингтон в «Jeepers Creepers» и «Am I Blue?» исполняя вместе с ней.
Все треки с альбома (кроме «Jeepers Creepers» без Дины) были включены в набор из трёх компакт-дисков 1989 года The Complete Dinah Washington On Mercury Vol. 7: 1961; в этот сборник вошла ранее не издававшаяся запись «So In Love» (Коул Портер), и этот трек заменил «Jeepers Creepers» в цифровом переиздании этого альбома Verve Records.

## Отзывы критиков
| Оценки критиков                   | Оценки критиков |
| Источник                          | Оценка          |
| --------------------------------- | --------------- |
| AllMusic                          | [ 1 ]           |
| The Encyclopedia of Popular Music | [ 2 ]           |
| New Record Mirror                 | [ 3 ]           |

Джимми Уотсон в рецензии New Record Mirror написал: «В этом альбоме Дины Вашингтон есть две стороны — первая грустная и проникновенная, вторая неспокойная и радостная. Мне понравились обе. Но, естественно, я предпочел более жизнерадостную вторую сторону. Рад за поклонников Дайны».

## Список композиций
1. «Bewitched» (Ричард Роджерс, Лоренц Харт) — 2:19
2. «In the Wee Small Hours of the Morning» (Дэвид Манн, Боб Хиллард) — 2:13
3. «Mood Indigo» (Дюк Эллингтон, Барни Бигард, Ирвинг Миллс) — 2:25
4. «Am I Blue?» (Гарри Акст, Грант Кларк) — 2:52
5. «I’m a Fool to Want You» (Фрэнк Синатра, Джек Вулф, Джоэл Херрон) — 3:00
6. «Tears and Laughter» (Мириам Льюис) — 2:50
7. «Secret Love» (Сэмми Фейн, Пол Фрэнсис Уэбстер) — 2:48
8. «You Do Something to Me» (Коул Портер) — 2:20
9. «If I Should Lose You» (Ральф Рейнджер, Лео Робин) — 2:43
10. «Jeepers Creepers» (Гарри Уоррен, Джонни Мерсер) — 2:02
11. «Wake the Town and Tell the People» (Джерри Ливингстон, Сэмми Гэллоп) — 2:38
12. «I Just Found Out About Love» (Джимми Макхью, Гарольд Адамсон) — 2:46

## Участники записи
- Дина Вашингтон — вокал
- Куинси Джонс — дирижёр
- The Dells — бэк-вокал (треки 7-12)
- Джо Ньюман, Кларк Терри, Эрни Уилкинс — труба
- Джимми Кливленд, Кай Виндинг, Билли Байерс — тромбон
- Эл Кон — тенор-саксофон
- Патти Боун — фортепиано
- Джордж Барнс — гитара